# 岡田 (知多市)
岡田（おかだ）は、愛知県知多市の地名。

## 歴史

### 沿革
- 江戸時代 - 尾張国知多郡岡田村として所在[1]。尾張藩領横須賀代官所支配[1]。
- 1889年（明治22年） - 市制町村制施行により知多郡岡田村となる[1]。
- 1903年（明治36年） - 町制施行により知多郡岡田町となる[2]。
- 1955年（昭和30年） - 知多郡知多町大字岡田となる[2]。
- 1970年（昭和45年） - 市制施行に伴い、知多市大字岡田となる[2]。

### 人口の変遷
国勢調査による人口および世帯数の推移。
| 1995年（平成7年）  | 1673世帯 5730人 |  |
| 2000年（平成12年） | 1838世帯 5993人 |  |
| 2005年（平成17年） | 2064世帯 6275人 |  |
| 2010年（平成22年） | 2044世帯 5989人 |  |
| 2015年（平成27年） | 2107世帯 5832人 |  |
| 2020年（令和2年）  | 2102世帯 5630人 |  |

## 地理

### 交通
- 国道155号
- 愛知県道252号大府常滑線
- 愛知県道46号西尾知多線

### 施設
- 岡田神明社
- 東島屋敷秋葉社
- 岡田稲荷社
- 慈雲寺 - 臨済宗妙心寺派の寺院。
- 種徳寺 - 臨済宗妙心寺派の寺院。
- 岡田中央公園
- 平兵衛地蔵堂
- 知多市立中央図書館
- 知多市立岡田小学校
- 知多岡田簡易郵便局 - 登録有形文化財。
- 手織りの里 木綿蔵ちた - 展示体験施設。登録有形文化財。
- 雅休邸 - 旧岡田医院。登録有形文化財。
- 旧中七木綿本店 - 登録有形文化財。
- 竹内虎王邸
- 岡田工業知多工場
- 釜谷児童遊園地
- ちっちゃな美術館ミュゼ
- 西知多リハビリテーション病院

- 岡田神明社
- 種徳寺
- 知多市立中央図書館
- 知多市立岡田小学校
- 知多岡田簡易郵便局
- 木綿蔵ちた
- 雅休邸
- 旧中七木綿本店
- 竹内虎王邸
- 岡田工業知多工場
- 慈雲寺

### WEB
1. ↑  “愛知県知多市の町丁・字一覧”.   人口統計ラボ. 2024年4月22日閲覧。
2. 1 2  総務省統計局 (2022年2月10日). “令和2年国勢調査の調査結果(e-Stat) - 男女別人口，外国人人口及び世帯数－町丁・字等” (CSV). 2023年8月2日閲覧。
3. ↑  “読み仮名データの促音・拗音を小書きで表記するもの(zip形式) 愛知県” (zip).   日本郵便 (2024年2月29日). 2024年3月26日閲覧。
4. ↑  “市外局番の一覧” (PDF).   総務省 (2022年3月1日). 2022年3月22日閲覧。
5. ↑  “ナンバープレートについて”.   一般社団法人愛知県自動車会議所. 2024年1月21日閲覧。
6. ↑  総務省統計局 (2014年3月28日). “平成7年国勢調査の調査結果(e-Stat) - 男女別人口及び世帯数 －町丁・字等” (CSV). 2021年7月20日閲覧。
7. ↑  総務省統計局 (2014年5月30日). “平成12年国勢調査の調査結果(e-Stat) - 男女別人口及び世帯数 －町丁・字等” (CSV). 2021年7月20日閲覧。
8. ↑  総務省統計局 (2014年6月27日). “平成17年国勢調査の調査結果(e-Stat) - 男女別人口及び世帯数 －町丁・字等” (CSV). 2021年7月21日閲覧。
9. ↑  総務省統計局 (2012年1月20日). “平成22年国勢調査の調査結果(e-Stat) - 男女別人口及び世帯数 －町丁・字等” (CSV). 2021年7月21日閲覧。
10. ↑  総務省統計局 (2017年1月27日). “平成27年国勢調査の調査結果(e-Stat) - 男女別人口及び世帯数 －町丁・字等” (CSV). 2021年7月21日閲覧。

### 書籍
1. 1 2 3  「角川日本地名大辞典」編纂委員会 1989, p. 306.
2. 1 2 3  「角川日本地名大辞典」編纂委員会 1989, p. 307.